# Lenka Kraus
Dr Lenka Kraus (mađ. Lenke Krausz) (?, 1884 - Aušvic, 1944) bila je feministkinja, dobrotvorka, mirovnjakinja i prva žena direktorka banke u Subotici. Aktivno je učestvovala u društvenom, humanitarnom i feminističkom životu Subotice u prvim decenijama 20. veka. Pogubljena je u logoru Aušvic tokom Holokausta.

## Biografija
Lenka Kraus rođena je 1884. godine (tačno mesto rođenja nije poznato). Bila je udata za dr Gustava Revesa (mađ. Révész Gusztáv), jevrejskog činovnika, rođenog 1881. godine. Oboje su deportovani i ubijeni u Aušvicu 1944. godine.
| Spisak nastradalih bačkih Jevreja u 2. svetskom ratu | Spisak nastradalih bačkih Jevreja u 2. svetskom ratu | Spisak nastradalih bačkih Jevreja u 2. svetskom ratu | Spisak nastradalih bačkih Jevreja u 2. svetskom ratu | Spisak nastradalih bačkih Jevreja u 2. svetskom ratu |
| ---------------------------------------------------- | ---------------------------------------------------- | ---------------------------------------------------- | ---------------------------------------------------- | ---------------------------------------------------- |
| Reves dr Gustav                                      | činovnik                                             | Subotica                                             |                                                      | 1881.                                                |
| Reves Ilona                                          | domaćica                                             | Subotica                                             | Dalj                                                 | 1882.                                                |
| Reves Klara                                          | domaćica                                             | Subotica                                             | Bajmok                                               | 1898.                                                |
| Reves Lenke                                          | direktorka banke                                     | Subotica                                             |                                                      | 1884.                                                |

## Profesionalna karijera
Od 1909. godine Lenka je radila kao privatna nameštenica u Centralnoj banci kao zadruzi u Subotici. Bankarstvo u Subotici između dva svetska rata bilo je veoma razvijeno, sa ukupno 14 novčanih zavoda koji su tada poslovali u gradu. Prema subotičkim istoričarima, jevrejska zajednica je krajem 19. i početkom 20. veka igrala ključnu ulogu u razvoju lokalne industrije, bankarskog sektora i veletrgovine, ulažući kapital i rukovodeći mnogim ekonomskim institucijama. Uprkos tadašnjim zakonskim ograničenjima, posebno onima sadržanim u Srpskom građanskom zakoniku, koji je u članu 920 žene izjednačavao sa maloletnicima time što im je onemogućavao slobodno raspolaganje imovinom tokom života muža. Lenka Kraus je uspela da zauzme jednu od najodgovornijih pozicija u subotičkom bankarskom sistemu. Njeno imenovanje i višedecenijsko rukovođenje bankom predstavljalo je izuzetak i svedočanstvo njenog profesionalnog integriteta i društvene hrabrosti. Najverovatnije je bila doktorka prava po struci. Do 1928. godine  je obavljala funkciju direktorke te banke, čime je postala prva žena na toj poziciji u Subotici. Na toj funkciji ostala je do 1944. godine.

## Humanitarni i društveni rad
Lenka Kraus je bila izuzetno angažovana u društvenom životu Subotice. Učestvovala je u radu Ženske sekcije Jevrejske opštine u Subotici, gde je u oktobru 1915. izabrana za zamenicu članica Upravnog odbora.
Bila je direktorka Subotičkog društva kase uzajamne pomoći (mađ. Szabadkai Önsegélyező Szövetkezet) i članica Ureda za socijalnu zaštitu Mađarskog nacionalnog saveta (mađ. Magyar Nemzeti Tanács népjóléti bizottsága) u Subotici.

## Feministički angažman
U drugoj deceniji 20. veka Lenka Kraus se aktivno priključuje ženskom pokretu. Sarađivala je sa ugarskim feministkinjama Vilmom Gliklih (Vilma Glücklich) i Adelom Špadi (Spády Adél), koje su tokom prvih decenija 20. veka putovale po gradovima Austrougarske monarhije, uključujući i Vojvodinu, kako bi motivisale žene da se priključe Feminističkom pokretu.
U januaru 1914. godine Gliklih i Špadi su posetile Suboticu, gde su održale predavanje na Subotičkom liceju. Njihovo izlaganje izazvalo je veliko interesovanje javnosti i imalo snažan uticaj, koji se u savremenim izvorima opisuje kao "osvajanje feminizma" u gradu. Podstaknute tim događajem, subotičke žene su pokrenule inicijativu za osnivanje prvog feminističkog udruženja u Subotici, a za njegovu prvu predsednicu izabrana je upravo Lenka Kraus.
Udruženje feministkinja (mađ. Feministák Egyesülete) zvanično je započelo s radom u oktobru 1917. godine, što je zabeleženo i u lokalnim novinama Délvidék od 12. oktobra 1917. godine. Tokom Prvog svetskog rata udruženje je bilo veoma aktivno, naročito u borbi za pravo glasa žena.

Lenka Kraus je u okviru svog angažmana držala i predavanja na subotičkom Slobodnom liceju, u kojima se bavila položajem i ulogom žena u društvu, istovremeno zagovarajući njihovu aktivnu ulogu u očuvanju mira i društvenih reformi.
[..] Osim sprovedenih socijalnih smernica i radikalnih mera koje su uplašenom i nesigurnom društvu pokazale pravac, neosporno je da zasluga pripada i ‒ ženama. Ovo će u potpunosti potvrditi u budućnosti objektivni istoričari. Jer ‒ primećuje Krausz Lenke ‒ među nama je relativno mali broj žena praznog duha, kojima je u ovim strašnim vremenima najveća briga bila „koliko kratka može da bude njihova ‒ suknja“. Te žene ne predstavljaju ženski rod. Prava žena, u plemenitom smislu te reči, danas pati zadržavajući dah i – radi. (Krausz Lenke: „A háború és a nő“ [Rat i žena] Bácskai Hirlap, god. 20, br. 569, 12.12.1916, str. 2–3.)

## Literatura
- Bašaragin, Margareta, (2020), Znamenite Jevrejke Subotice, Ženske studije i istraživanja i Futura publikacije, Novi Sad; https://www.zenskestudije.org.rs/pdf/knjige/Jevrejke-Suboticanke-objedinjeno.pdf
- Bašaragin, Margareta (2022), „Znamenite subotičke Jevrejke“, u: Bašaragin, Margareta (ur.) (2022), Ženske studije u Subotici, Ženske studije i istraživanja i Futura publikacije, Novi Sad, 30–31;
- Bašaragin, Margareta (2023), „Znamenite Jevrejke Subotice – kultura sećanja“, u: Bašaragin, Margareta (ur.) (2022), Ženske studije 2023. u Subotici: oktobar – decembar 2023, Ženske studije i istraživanja i Futura publikacije, Novi Sad;
- Bašaragin, Margareta, (2024), Znamenite subotičanke 20. veka: feministkinje, umetnice, mirovnjakinje, dobrotvorke, Udruženje Ženske studije i istraživanja, Futura publikacije, Novi Sad. https://zenskestudije.org.rs/images/publikacije/Znamenite_Subotianke_20_veka.pdf
- Mačković, Stevan (2004), Industrija i industrijalci Subotice (1914–1941), Istrojiski arhiv Subotica, Subotica;
- Német, Ferenc (2021), „Az első szabadkai és becskereki feministák“ [Prve subotičke i velikobečkerečke feministkinje], Hét Nap, god. 76, br. 39, 29.09.2021;
- Todorović,Vladimir i dr. (2019), Deportacija bačkih Jevreja 1944.godine, Arhiv Vojvodine i Udruženje Danubius, Novi Sad.